# Michaela Horká
Michaela Horká (* 22. listopadu 1986 Brno) je česká muzikálová, filmová a televizní herečka.

## Životopis
Narodila se 22. listopadu 1986 v Brně. Pochází z divadelní rodiny brněnských herců a zpěváků a jak už tedy její původ napovídá, sama se k divadlu dostala velmi brzy. V patnácti letech začala svou vlastní uměleckou cestu. A to nejen nástupem studia na Státní konzervatoř, ale hned vzápětí si v Divadle Kalich vybojovala hlavní ženskou roli Mii v muzikálu Galileo a v těchto liniích i v dalších letech pokračovala. A to nejen v Divadle Kalich, ale i na prknech divadla Broadway, Městského divadla Brno, Slovenského Národního divadla, Divadla Kolowrat, Divadla SeMaFor, Národního divadla Moravskoslezského aj.
Její sestrou je muzikálová zpěvačka a herečka Hana Holišová, která rovněž účinkuje na činoherní a hudební scéně v Městském divadle Brno.
Dětství prožila střídavě s rodiči na zkouškách v divadle, hodinách krasobruslení a soukromých hodinách klavíru a zpěvu. Zúčastnila se také a vyhrála mnoho dětských pěveckých soutěží.[zdroj⁠?!]
V roce 2001, ještě jako studentka základní školy se zúčastnila konkurzu do muzikálu Galileo od Janka Ledeckého a ač se tehdy již alternace k hlavní roli (Mia) nehledala, Michaelu přesto obsadili, a od té doby se věnuje divadlu.[zdroj⁠?!] Působila[kdy?] v Městském divadle Brno, např. v inscenacích Zahrada Divů či Papežka. Zahrála si také v Divadle Kalich v muzikálu Daniela Landy Tajemství, kde ztvárnila roli Anežky. Od září 2013 působila na prknech pražského Divadla Broadway, kde ztvárňovala hlavní roli Mata Hari ve stejnojmenném muzikálu a také v novém komediálním muzikálu Adam a Eva. Od září 2015 vystupuje v brněnském BobyCentru ve dvou rolích, a to jako „Dospělou Evu“ a „Kájinu“ v novém nastudování muzikálu Děti ráje.
Od 18. srpna do 4. září 2016 působila v exkluzivních 12 představení nového sci-fi muzikálu Ray Bradbury „2116“ v originálním anglickém znění v Divadle SeMaFor. Zde ztvárnila dvojroli Mrs. Wycherly / Clarisse McClellan, za níž získala širší nominaci na Ceny Thálie 2016.
Ve dnech 9. a 11. března 2017 se uskutečnily v Národním divadle Moravskoslezském premiéry muzikálu REBECCA, v němž ztvárňuje roli Mrs. Danvers. Za výkon podaný v roli Mrs. Danvers Michaela získala své čestné místo v širší nominaci na Ceny Thálie 2017.
Hrála také v seriálech televize Prima Rodinná pouta v roli Terezy a Ošklivka Katka v roli Marcely Konečné, jedné z hlavních postav.
V letech 2017–2019 účinkovala v pořadu Soudkyně Barbara TV Barrandov, kde ztvárňovala právní zástupkyni.
Po premiérovém debutu v muzikálu REBECCA, dostala Michaela v Národním divadle Moravskoslezském další šance. Od prosince 2017 jste jí mohli vídat v novém nastudování muzikálu „Romeo a Julie, poselství lásky“. Zde ztvárňovala roli Kapuletové. V roce 2018 probíhaly zkoušky muzikálu CATS (Kočky), který měl premiéru 20. září 2018 v Divadle Jiřího Myrona, kde Michaela hrála Mouru, kočku domácí, posléze i se objevila i v roli Grizabelli. Následovala role Madame Colbert v muzikálu Květiny pro paní Harrisovou a dále role Frosiny v muzikálu Harpagon je Lakomec s premiérou 30. ledna 2021 v NdM.    

V divadelní sezóně 2022/2023 se zhostila dalších dvou rolí, a to nejprve role Ully v úspěšném muzikálu PRODUCENTI - (premiéra 27. a 29. října 2022), který ve své světové premiéře v roce 2002 získal 12 cen TONY (ze 14 možných).  
Od února 2023 hraje hlavní ženskou roli v legendárním muzikálu Stephena Sondheima Sweeney Todd: Ďábelský lazebník z Fleet Street paní Lovettovou. Za její ztvárnění jí odborná porota herecké asociace ocenila ve stejném roce užší nominací na cenu Thálie, kterou však nakonec neproměnila. V roce 2024 se stala laureátkou ceny Jantar za ženský jevištní výkon roku za roli paní Lovettové v muzikálu Sweeney Todd. 
Začátkem října 2023 se na prknech Divadla Jiřího Myrona Michaela představila v roli Nancy, v muzikálové klasice "OLIVER!" Její druhou premiérou v sezóně byla další muzikálová klasika, a to CHICAGO, jež mělo premiéru koncem února. Michaela můžete tak vídat v roli Mámy Morton.
V divadelní sezóně 2024/2025 Michaela nastudovala roli Tanyi v muzikálu MAMMA MIA! s premiérou v dubnu 2025 v NdM. A také ji můžete vídat v pokračování Děti Ráje 2 v roli Dospělé Evy. 

## Muzikálové role

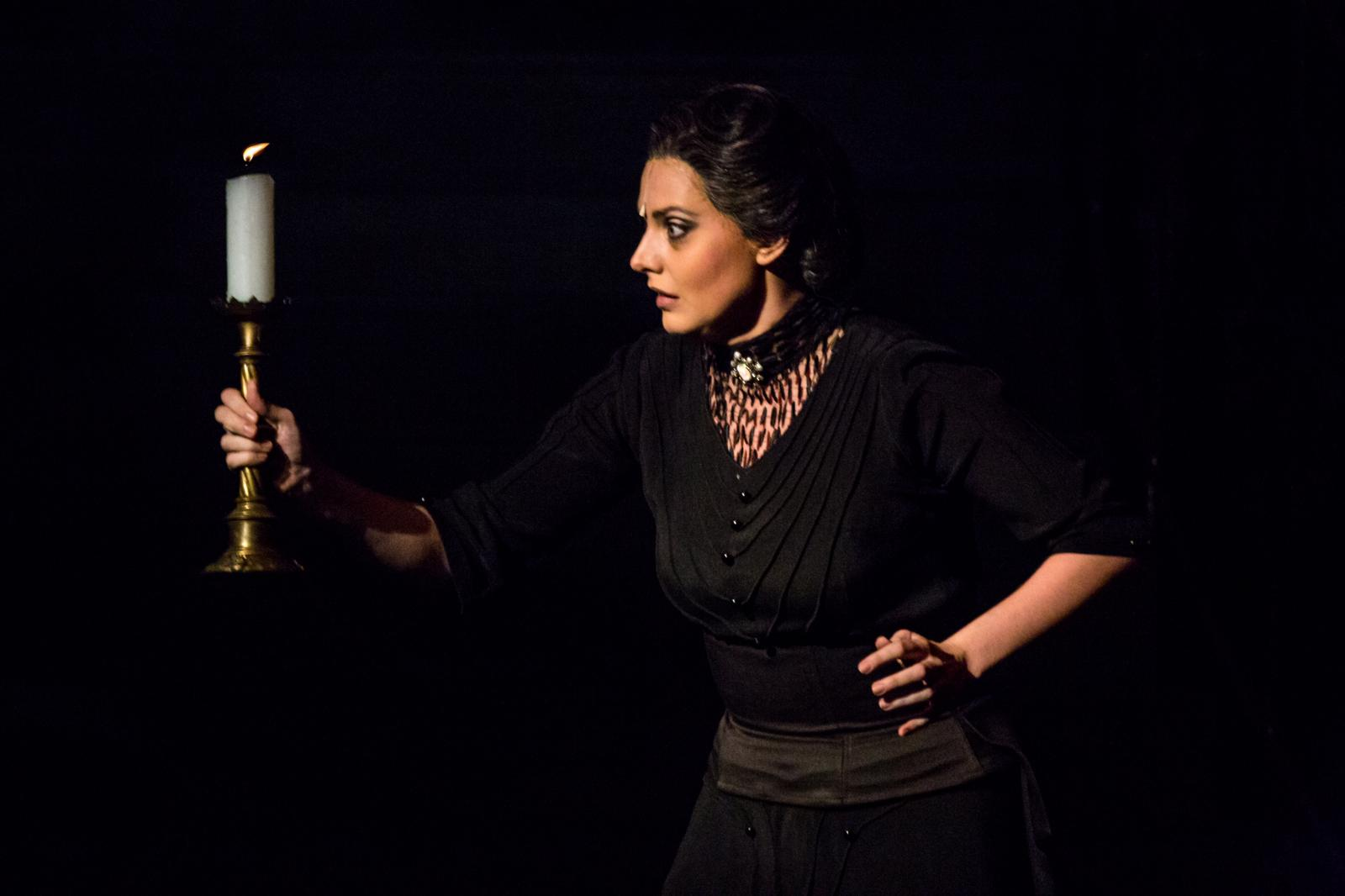
Mrs. Danvers (Muzikál Rebecca)

- Galileo Galilei – Mia (Divadlo Kalich) – premiéra 15. února 2003 / derniéra 15. února 2005
- Tajemství – Anežka (Divadlo Kalich)[3] – premiéra 31. března 2005 / derniéra 2010
- Zahrada divů – Ahinsa (MdB) – premiéra 3. prosince 2004 / derniéra 15. listopadu 2008
- Probuzení jara – Elsa (MdB)[4] – premiéra 21. listopadu 2009 / derniéra 3. února 2016
- RENT – Mimi Márquez – SK TOUR 2007 – Slovensko
- Král Artuš – vzdušný duch Phillidel (Znojmo) – premiéra 18. července 2010 (Opera)
- Kvítek z horrroru – Ronnette (MdB) – premiéra 21. května 2011 / derniéra 26. ledna 2015
- Papežka – kurtizána Marioza (MdB)[5]– premiéra 4. února 2012 / derniéra 6. prosince 2014
- Mata Hari – Mata Hari (Divadlo Broadway)[6] – premiéra 26. září 2013
- Adam & Eva – Eva (Divadlo Broadway) – premiéra 18. dubna 2014
- Into to the woods! – Witch (Divadlo Kolowrat) – 6. listopadu 2013 – originální anglické znění
- RENT – Mimi Márquez (Divadlo Na Prádle) – Česká republika – premiéra 14. prosinec 2014 / uváděno do prosince 2015
- Děti Ráje – Dospělá Eva / Kájina (Zoner BobyHall, Brno) – premiéra 11. září 2015
- Ray Bradbury's „2116“ – Mrs. Wycherly / Clarisse McClellan (Divadlo SeMaFor) – premiéra 18. srpna 2016 – originální anglické znění
- Rebecca – Mrs. Danvers (Divadlo Jiřího Myrona, NdM) – premiéra 9. a 11. března 2017
- Romeo a Julie „Poselství lásky“ – Capuletová (Divadlo Jiřího Myrona, NdM) – premiéra 7. a 9. prosince 2017
- CATS – Moura, kočka domácí(Divadlo Jiřího Myrona, NdM) – premiéra 20. září 2018 + Grizabella od listopadu 2021
- Květiny pro paní Harrisovou – Madame Colbert (Divadlo Jiřího Myrona, NdM) – premiéra 3. a 4. října 2020
- Harpagon je Lakomec!!! – Frosina (Divadlo Jiřího Myrona, NdM) – premiéra 30. ledna 2021
- Producenti - Ulla (Divadlo Jiřího Myrona, NdM) - premiéra 27. a 29. října 2022
- Sweeney Todd - Paní Lovettová (Divadlo Jiřího Myrona, NdM) - premiéra 31. ledna a 2. února 2023
- Oliver! - Nancy (Divadlo Jiřího Myrona, NdM) - premiéra 5. a 7. října 2023
- Chicago - Máma Morton (Divadlo Jiřího Myrona, NdM) - premiéra 29. února 2024
- Mamma Mia! - Tanya (Divadlo Jiřího Myrona) - premiéry 3. a 5. dubna 2025

## Filmografie
- Rodinná pouta – Tereza (2004)
- O uloupené divožence – Víla (2007)
- Ošklivka Katka – Marcela Konečná (2008)
- Královská aféra – Bordelmáma (2012)
- Policie Modrava – Andrea / 1. série 12. díl Pohřešovaná (2015)
- Temný Kraj – Eva / 9. díl Jezinky (2017)
- Soudkyně Barbara – Právní zástupkyně (2017 – 2019)
- Místo zločinu Ostrava – Andrea / 4. díl Smrt v Tunisu (2019)
- Stíny v mlze – Lucie Kindlová / Revolver (2019)